# 2024 en Bosnie-Herzégovine
Cet article présente les faits marquants de l'année 2024 en Bosnie-Herzégovine.

## Évènements
- 21 août : fusillade dans le lycée de la ville de Sanski Most. Le directeur, une secrétaire et une professeure d'anglais sont tués. L'assaillant est un employé du lycée qui devait passer en conseil de discipline[1].
- 4 octobre : pluies torrentielles sur le pays. Le village de Donja Jablanica, enseveli sous la boue, est le plus touché. Le bilan définitif est de 22 morts et 6 disparus[2].

## Décès
- 23 mars  : Abdulah Sidran, écrivain, poète et scénariste
- 18 juin : Franjo Vladić, footballeur
- 23 septembre : Asım Pars,  joueur de basket-ball bosnien naturalisé turc